# 天使之詩系列
天使之詩是日本通訊網路出品的電子角色扮演遊戲系列。系列以凱爾特神話为题材，男女爱情为主题。
系列一共有三部作品——《天使之诗》、《天使之诗II 堕天使的选择》和《天使之诗 白翼的祈祷》——在1991至1994年间发行。

## 作品
天使之诗1991年10月25日在PC-Engine Super CD-ROM²上发行。 西健一企划、金子彰史企划辅佐、成毛美智子作曲、富士宏设计角色。
天使之诗II 堕天使的选择1993年3月26日在PC-Engine Super CD-ROM²上发行。游戏设定于前作约100年后的异世界。金子彰史编剧与监督、奈留家美智子作曲、结城信辉设计角色。
天使之诗 白翼的祈祷1994年7月29日在超级任天堂平台发行。本作为前两作的完结篇。音乐由樱庭统、田村信二和初芝弘也负责。